# Abtei Jumièges

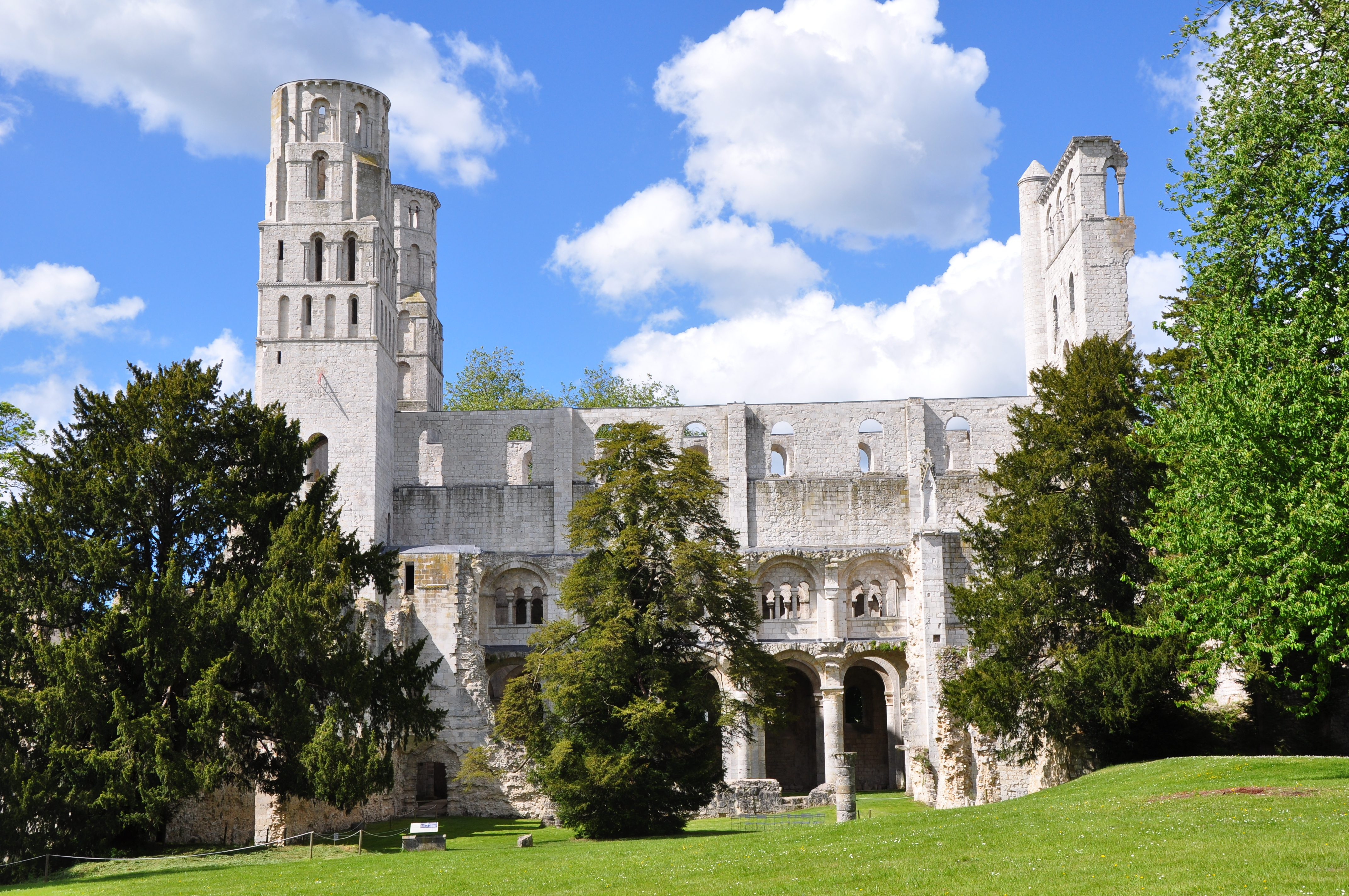
Die ehemalige Abtei Jumièges heute

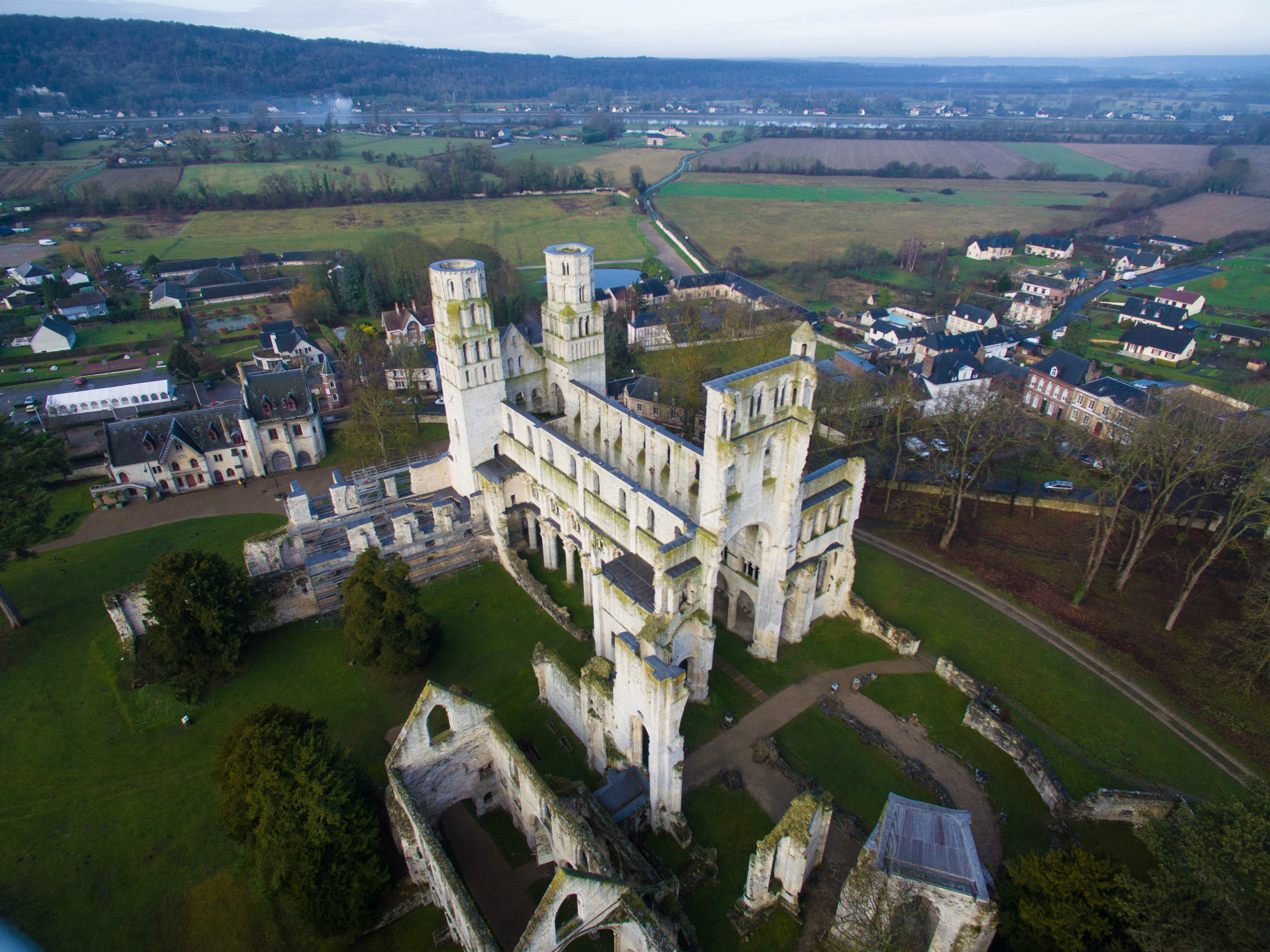
Luftbild

Die Abtei Jumièges (lat. Monasterium Gemeticensis) in Jumièges im Département Seine-Maritime war eine Benediktinerabtei und bis zu den Religionskriegen eines der größten Klöster Frankreichs. Die wenigen bis heute erhaltenen Teile bestehen aus Ruinen, die der Öffentlichkeit zugänglich gemacht wurden.

## Geschichte

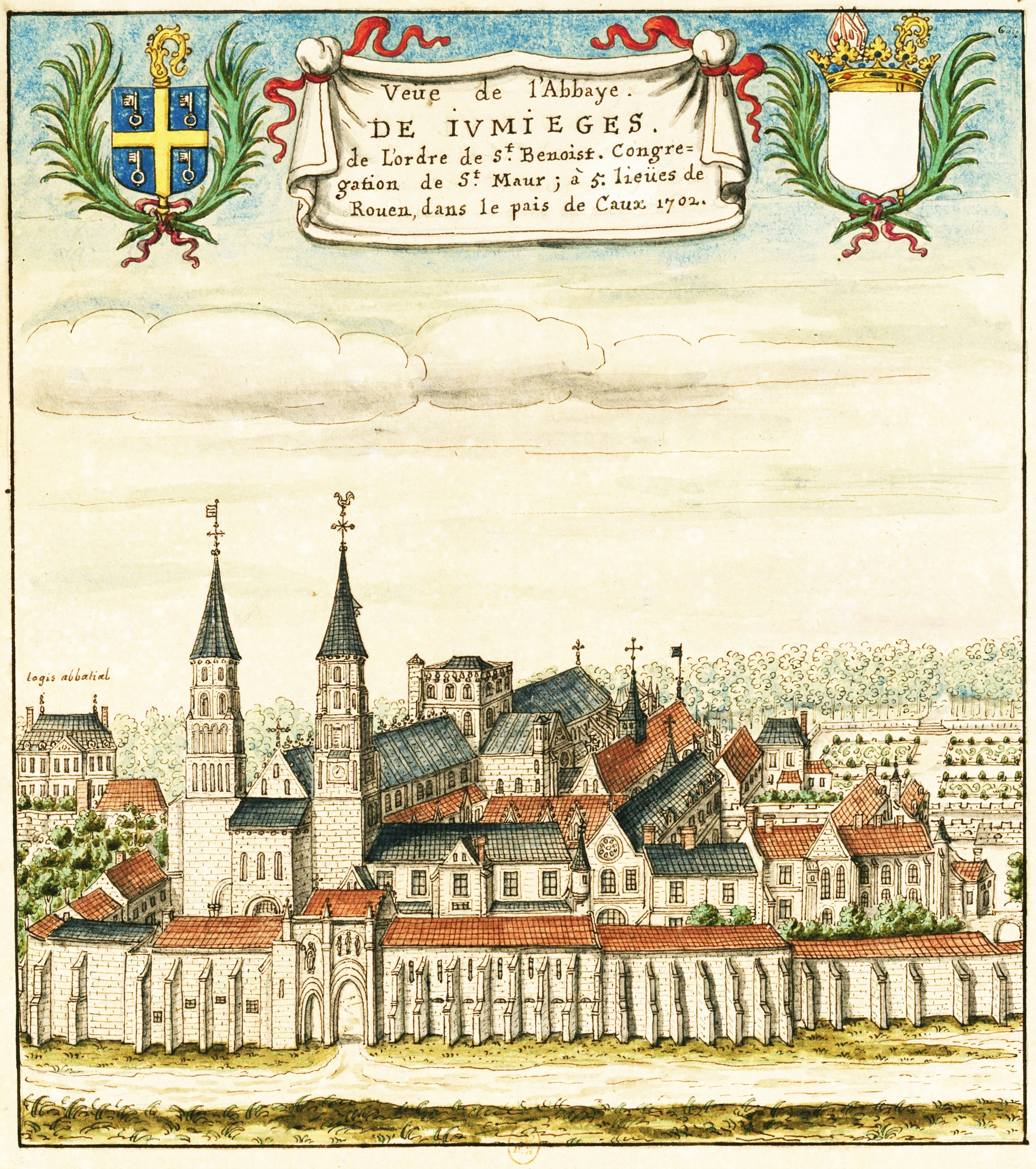
Ansicht der Abtei vor der Zerstörung

Die Abtei wurde vom heiligen Philibert, dem Sohn eines fränkischen Grafen aus der Gascogne, um 654 auf einer von Chlodwig II. und Balthild geschenkten königlichen Domäne gegründet. Die Gründung ist wohl auch im Zusammenhang mit dem Ausbau der Klosterstruktur in der Normandie durch Audoenus von Rouen zu sehen. In der Folge konnte sich das Kloster Besitzungen vom Schelderaum bis an die Loire sichern. Politisch verband sich die Abtei mit den aufsteigenden Karolingern, und so geriet auch ihr Gründer in Gegensatz zu den neustrischen Großen und musste bis zu seinem Lebensende im Exil leben. Prägend für die Entwicklung des Klosters war auch die Konkurrenz zum benachbarten Fontenelle, was vor allem in einen langjährigen Rechtsstreit um den Wald nördlich von Jumièges, der wiederum südlich an Fontenelle grenzt, deutlich wird. Wahrscheinlich 724 wird Hugo von Rouen, der Neffe Karl Martells, Abt von Jumièges und Fontenelle.
Im Jahre 788 wurde der von Karl dem Großen abgesetzte Tassilo III., Herzog von Bayern, und einer seiner Söhne hier inhaftiert.
Am 24. Mai 841 wurde das Kloster von den Wikingern niedergebrannt, woraufhin die Benediktinermönche die Abtei zehn Jahre lang aufgaben. Einer der geflohenen Mönche gelangte nach St. Gallen, und ein von ihm mitgebrachtes Antiphonar inspirierte Notker Balbulus zu seinen Sequenzen.
Der Wiederaufbau erfolgte auf Anstoß durch Herzog Wilhelm I. der Normandie durch Mönche aus der Abtei Saint-Cyprien zu Poitiers. Um 934 war sie so weit wiederhergestellt, dass sie 12 Mönche aufnehmen konnte. Von Raoul Tourte, der als karolingischer Gouverneur der Normandie regierte, wurde die Abtei im Jahr 945 erneut zerstört, als Baumaterial für Festungen und die Mauern der Hauptstadt Rouen benötigt wurde.
Der Abt Robert Champart ließ das Kloster 1040 bis 1052 neu bauen, am 1. Juli 1067 wurde die Abteikirche vom Erzbischof von Rouen in Anwesenheit von Wilhelm dem Eroberer geweiht. Der Chor der Kirche wurde um 1267 bis 1270 restauriert.
1431 war der Abt Nicolas Le Roux aktiv am Prozess gegen Jeanne d’Arc beteiligt.
Während der Religionskriege wurde die Abtei erneut geplündert. Als die Hugenotten, die bereits Rouen, Dieppe, Le Havre und Caudebec verwüstet hatten, vor der Abtei auftauchten, hatten die Mönche, die von Caudebec wussten, das Kloster verlassen. Am 8. Mai 1562 wurde die Abtei Jumièges erneut geplündert. Am 28. Juli 1563 nahm König Karl IX. die Verwüstungen in Augenschein. Er erlaubte den Mönchen, Land zu verkaufen, um ihre Grundbedürfnisse zu befriedigen, woraufhin sie die Herrschaft Norville für 10.220 Livres an Charles de Cossé, Graf von Brissac verkauften. Nur siebzehn Mönche kehrten in die Abtei zurück.
1947 wurde das Kloster Eigentum des Staates.

## Architektur

### Die Klosterkirchen

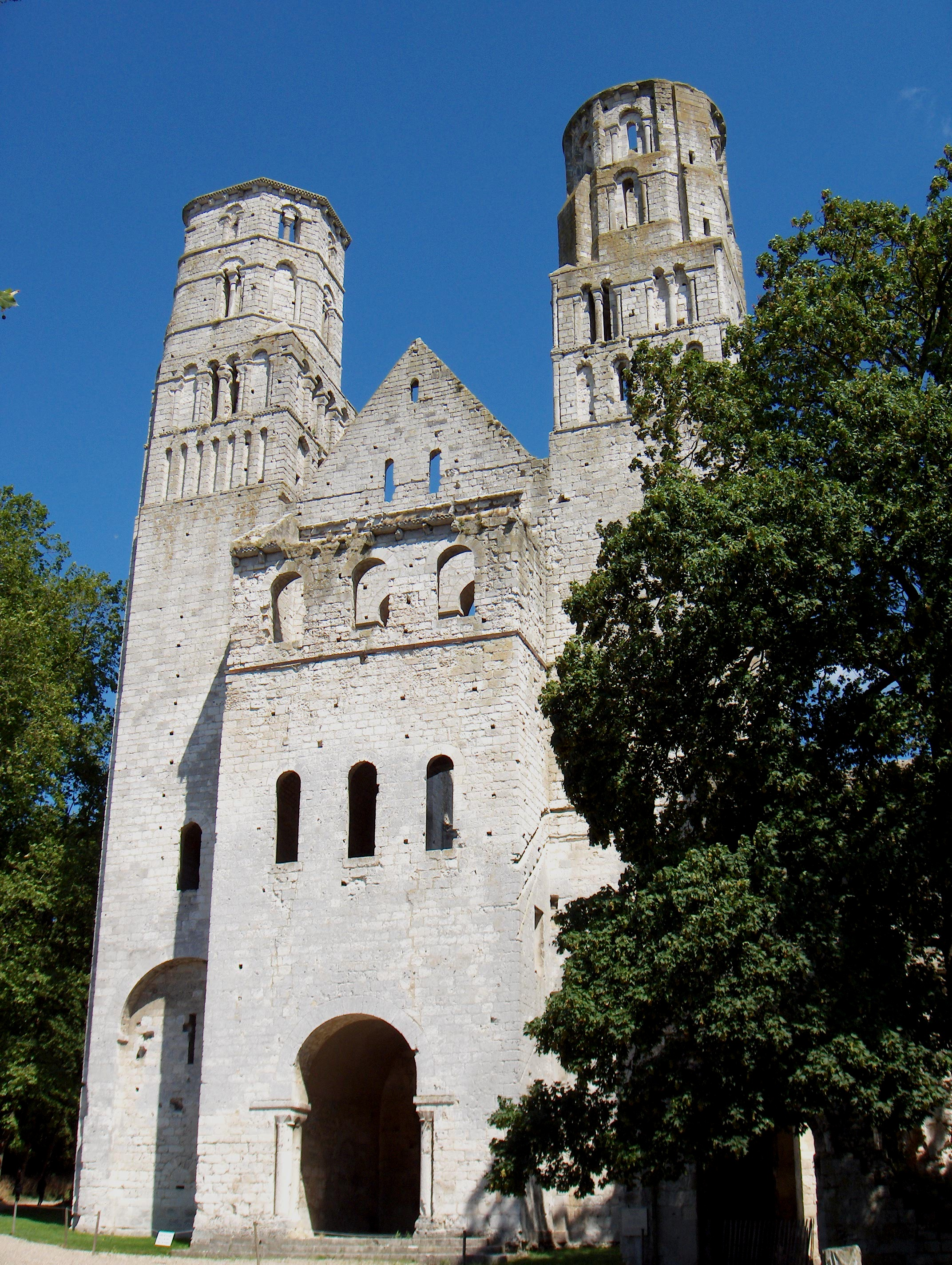
Portal der Abteikirche Notre-Dame

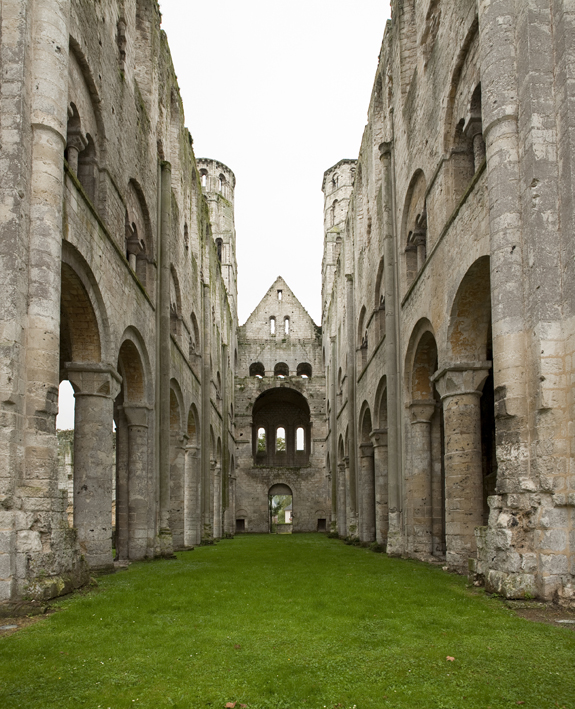
Heutige Innenansicht der Ruine

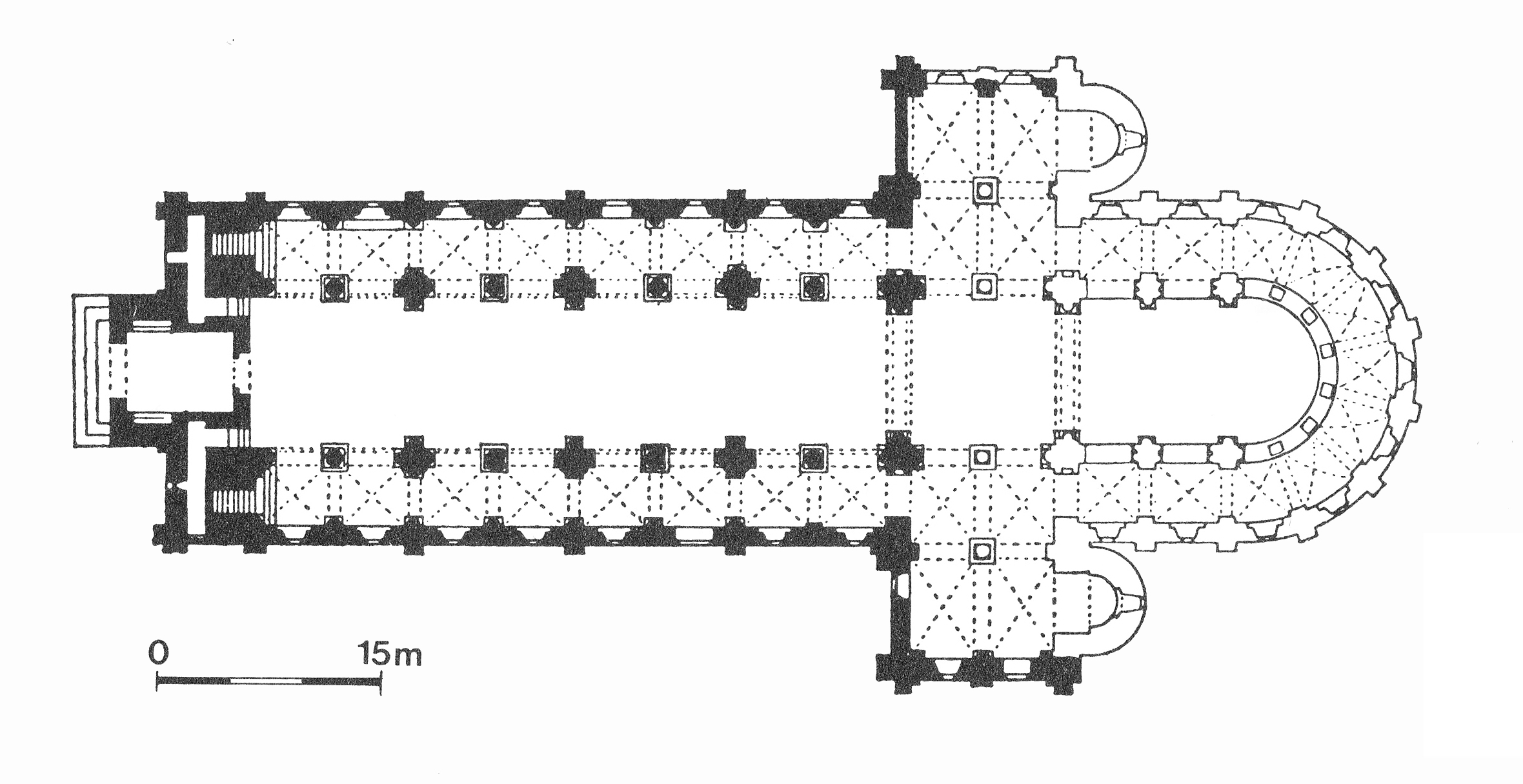
Grundriss der ehem. Abteikirche Notre-Dame, 1040–1067

Eng beieinander, durch einen Kapitelsaal des 12. Jahrhunderts voneinander getrennt, stehen auf dem ehemaligen Klostergelände die Ruinen zweier Kirchenbauten: St. Pierre und Notre-Dame. St. Pierre ist der ältere Bau und stammt aus vorromanischer bis spätgotischer Zeit, doch die Abteikirche Notre-Dame ist zweifellos bedeutender, sie gilt als „grundlegendes Werk der normannischen Baukunst“ und zeugt von deren entwicklungsgeschichtlicher Tragweite für die Vorgeschichte der gotischen Architektur.
- Die Abteikirche Notre-Dame

1040 begann Abt Robert, eine karolingische Kirche durch den heute als Ruine erhaltenen, aber in wesentlichen Teilen noch erkennbaren Neubau zu ersetzen. 1052 war der Chor fertiggestellt, bei der Weihe 1067 in Gegenwart Wilhelms des Eroberers das Langhaus vollendet. Es hatte im Mittelschiff einen offenen Dachstuhl, die Seitenschiffe waren mit Kreuzgratgewölben geschlossen. Der Grundriss zeigt eine planvolle Anlage: Aus dem Quadrat der Vierung ist die Jochfolge des Mittelschiffs entwickelt, Säulen und Pfeiler im Wechsel markieren die jeweils halbierten Dimensionen der Seitenschiffe. Diese setzten sich im ehemaligen Chorumgang des Staffelchores fort, der mit großen Teilen von Querhaus und Vierung abgebrochen wurde. Der ehemals mächtige, quadratische, durchlichtete Vierungsturm ist ein häufiges Motiv der frühen normannischen Baukunst. Auch der Aufriss der Mittelschiffswand hat System. Arkaden, Emporen und Fenster sind axial aufeinander bezogen, was in der Baukunst der Zeit noch keine Selbstverständlichkeit ist. Halbrunde Pfeilervorlagen betonen die Grenzen der Raumquadrate. „Dieses Denken in Raumkompartimenten begegnete uns schon in Speyer und wird sich weiterhin als ein wichtiges Element der Baukunst des 11. Jh. erweisen, das gerade in der Normandie besonders glücklich ausgebildet wird und eine der Wurzeln für die Entstehung der Gotik bedeutet.“ Auf die Gotik voraus weist auch die betonte Vertikalität, die dem heutigen Besucher trotz des fehlenden Daches durch die schachtartige Steilheit des Raumes bewusst wird. Neu in der Normandie ist auch die Doppelturmfassade. Noch ist sie westwerkartig in ihrer blockhaften Geschlossenheit und Glätte. In Caen wird das wenig später, um 1080, gliederhaft weiterentwickelt werden. In diesen normannischen Bauten sieht man den wichtigsten Anstoß für die Fassadengliederung der hochgotischen Kathedralen.
1267 bis 1270 wurde der romanische Chor durch einen gotischen ersetzt, gleichzeitig erfolgte eine Gotisierung des Querbaus. Zwischen der Eleganz und Kühnheit des ersten Baus und den sichtbaren Unsicherheiten des zweiten besteht ein auffallender Kontrast. Offenbar hat man lange gezögert, bevor man sich zur Gotisierung entschied.
Zwischen 1688 und 1692 erfolgte der Einbau unechter Rippengewölbe. Bei dieser Gelegenheit ummantelte man auch die Stützen.
Die Französische Revolution hatte für das Kloster fatale Folgen. 1795 begann man mit dem Abbruch der Konventsgebäude und der Zerstörung der Dächer. 1802 ließ der neue Eigentümer von Jumièges den Chor sprengen, woraufhin die Kirche bis 1824 als Steinbruch diente. Die Familie Lepel-Cointet kaufte die Abtei 1852 und begann damit, die Reste zu sichern. Die Romantik und Victor Hugo, der von „der schönsten Ruine Frankreich“ sprach, sorgten dafür, dass die Kirche eine große Bekanntheit erlangte.
Die Kirche war 88 m lang und 25 m hoch, die Westtürme erreichen 46 m in der Höhe.
- Die Petruskirche (Saint-Pierre)

ist ein Bau des 10. Jahrhunderts. Erhalten blieben von ihm die Westfassade, die anschließenden Arkaden und Emporenöffnungen des Langhauses. Von den gotischen Umbauten des 14. Jahrhunderts sind nur noch Reste im Gelände zu erkennen.

### Der Kreuzgang
Der im spätgotischen Stil erbaute Kreuzgang wurde teilweise zerstört und teilweise erhalten, weil der britische Botschafter Lord Stuart de Rothesay einen Flügel kaufte und ihn in seinem Schloss Highcliffe bei Christchurch wiederaufbauen ließ. In der Mitte können wir noch die 500-jährige Eibe, wie im Kloster Muckross in Irland sehen.

### Kunsthistorische Bewertung
Ernst Adam betont, dass man seit der zweiten Hälfte des 11. Jahrhunderts in Frankreich von Bauschulen sprechen kann. Als frühester selbständiger Kunstbereich tritt die Normandie hervor durch die Ausbildung eines Baustils, der zuerst nur dieser Landschaft eigen war, sich aber dann durch die normannischen Eroberungen auf Süditalien und Sizilien und vor allem auf England auswirkte.
Um die Jahrtausendwende tritt in der Normandie die intensive Bautätigkeit ein. Die Herzöge und der Adel wetteifern in der Stiftung von Klöstern. In allen Bischofsstädten entstehen Kathedralneubauten von meist riesigen Dimensionen. Davon ist nur wenig erhalten.
Der älteste noch stehende Großbau, die Abteikirche zu Bernay unterscheidet sich im Grundsätzlichen nicht von Vignory oder St-Remi in Reims. Erst in der Abteikirche zu Jumièges tritt das Eigenständig-Normannische voll ausgeprägt in Erscheinung.

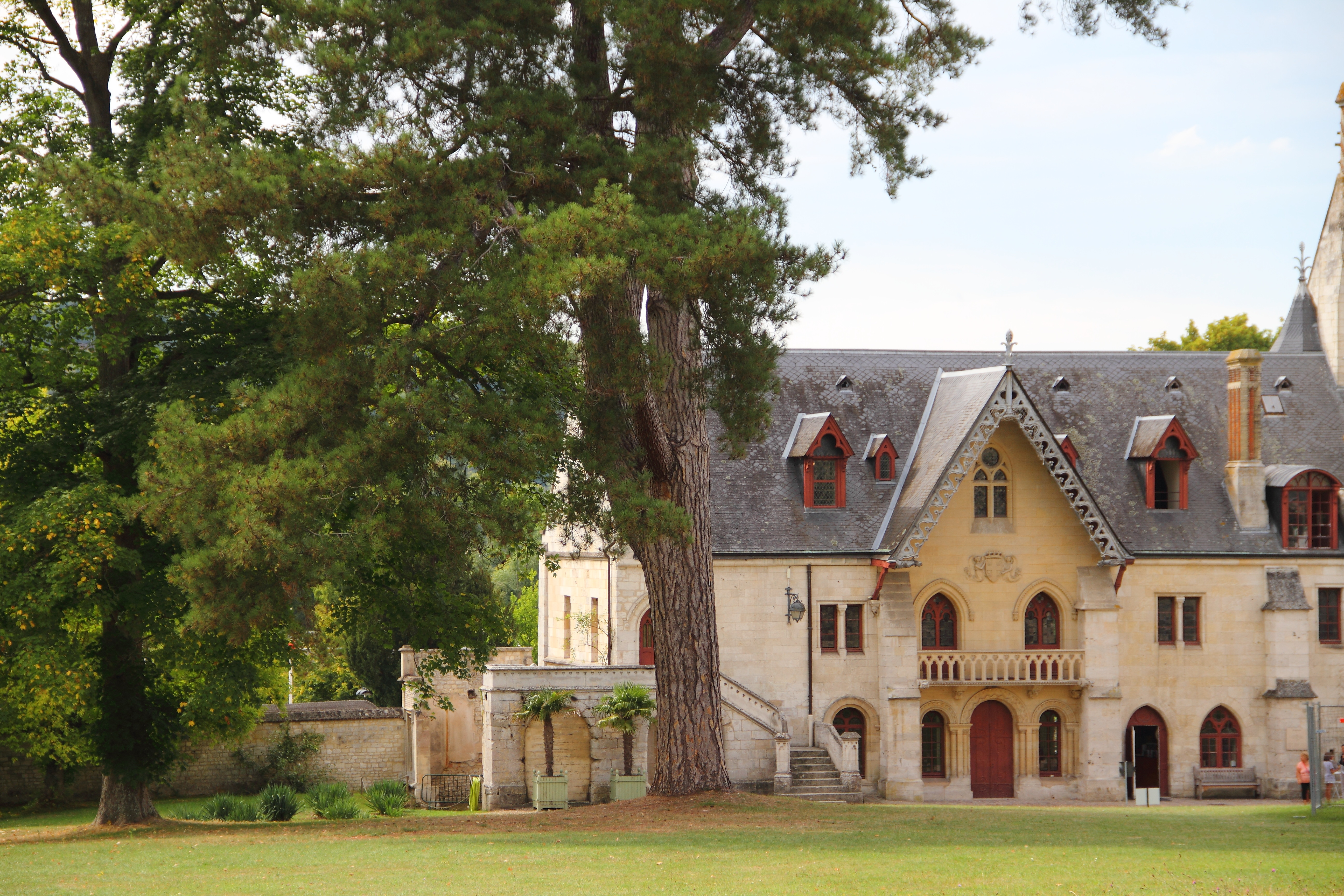
Das Pförtnerhaus

Die auffälligsten architektonischen Elemente des Baus sind die Doppelturmfassade, ein mächtiger quadratischer Vierungsturm, Rechteckvorlagen als Verstärkung der Außenmauern, Wandgliederung durch halbrunde Dienste, Schwibbögen und offener Dachstuhl im Mittelschiff, von Halbsäulen gestützte Unterzüge in den Arkadenbögen und Kreuzgratgewölbe zwischen Gurtbögen in den Seitenschiffen. Das sind die Elemente, die von Jumièges an für die normannische Architektur bezeichnend werden. Einzelne Glieder bestimmen den Aufbau, die Wände treten zurück, erscheinen fast als Füllung zwischen einem Gerüst. Darin unterscheidet sich Jumièges von allen früheren französischen Bauten.
Das Pförtnerhaus stammt aus dem 14. Jahrhundert, wurde im 19. Jahrhundert aber beträchtlich vergrößert.

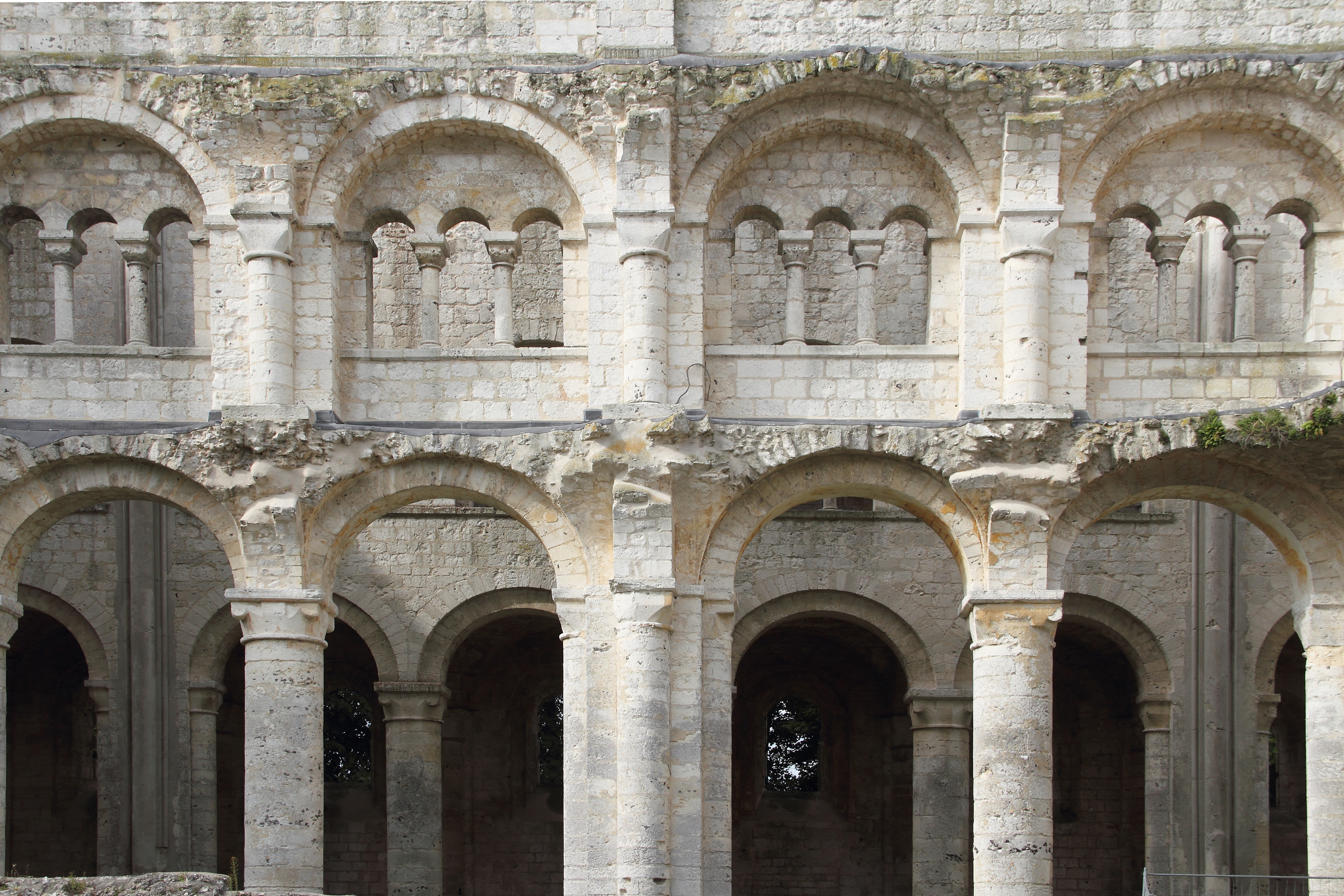
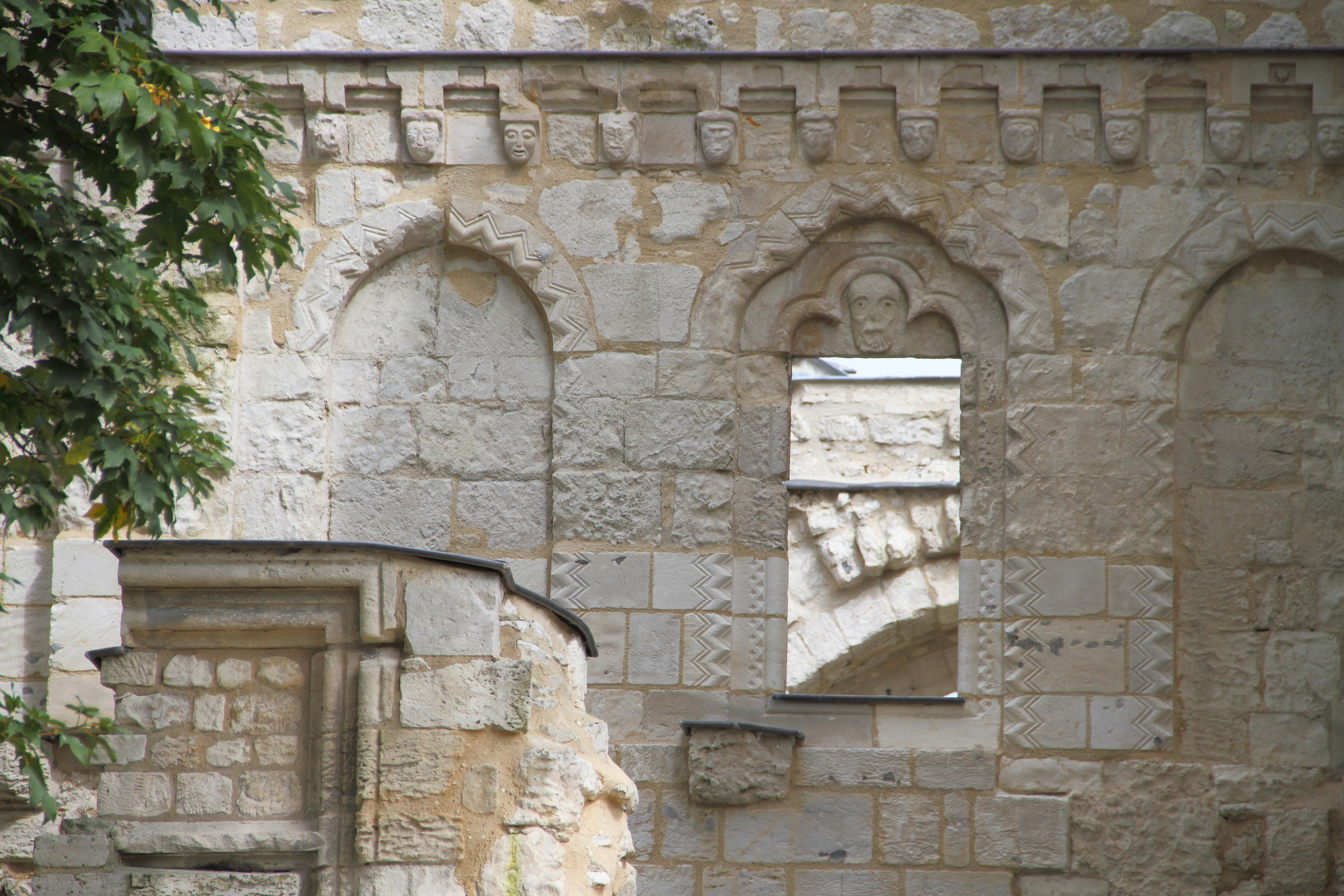
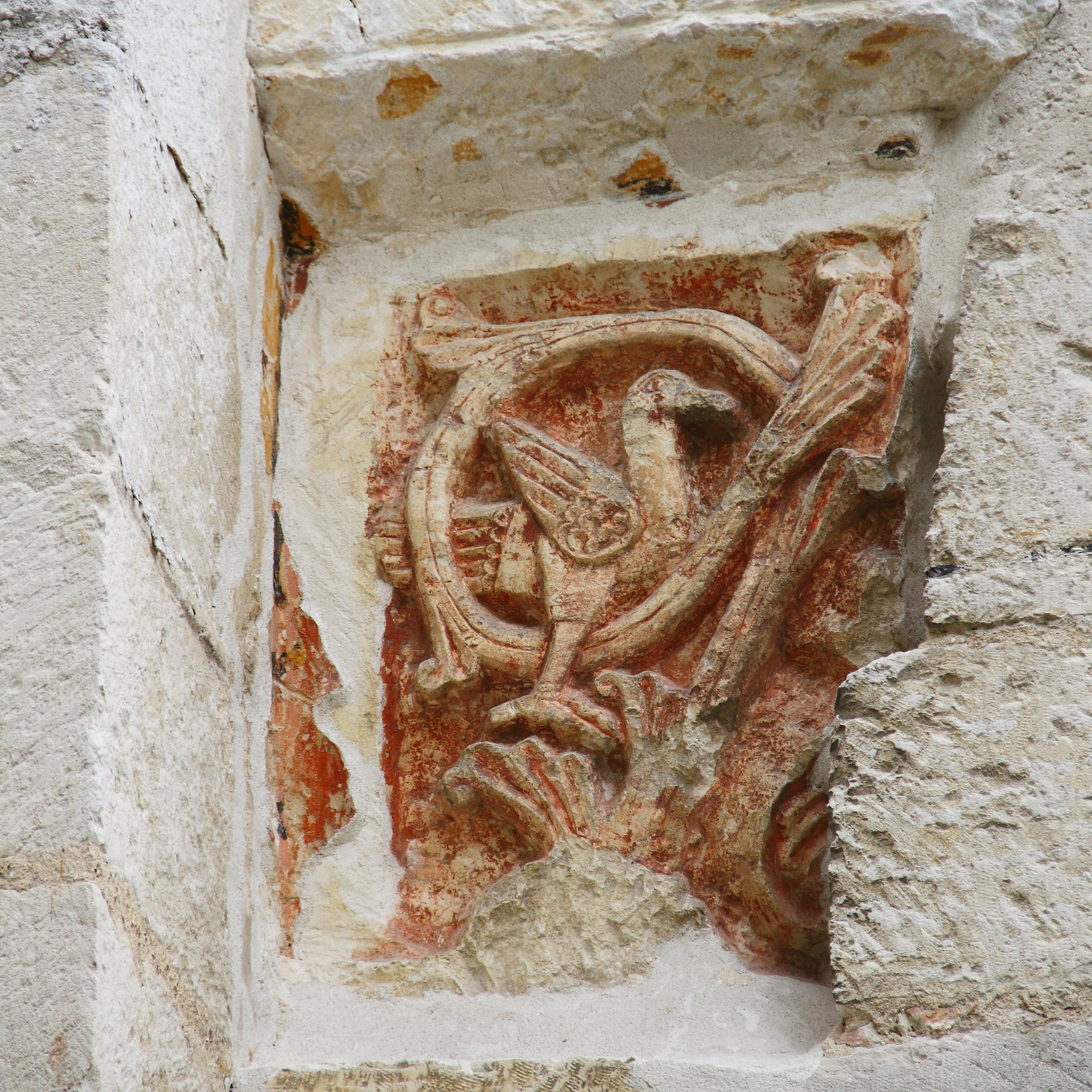
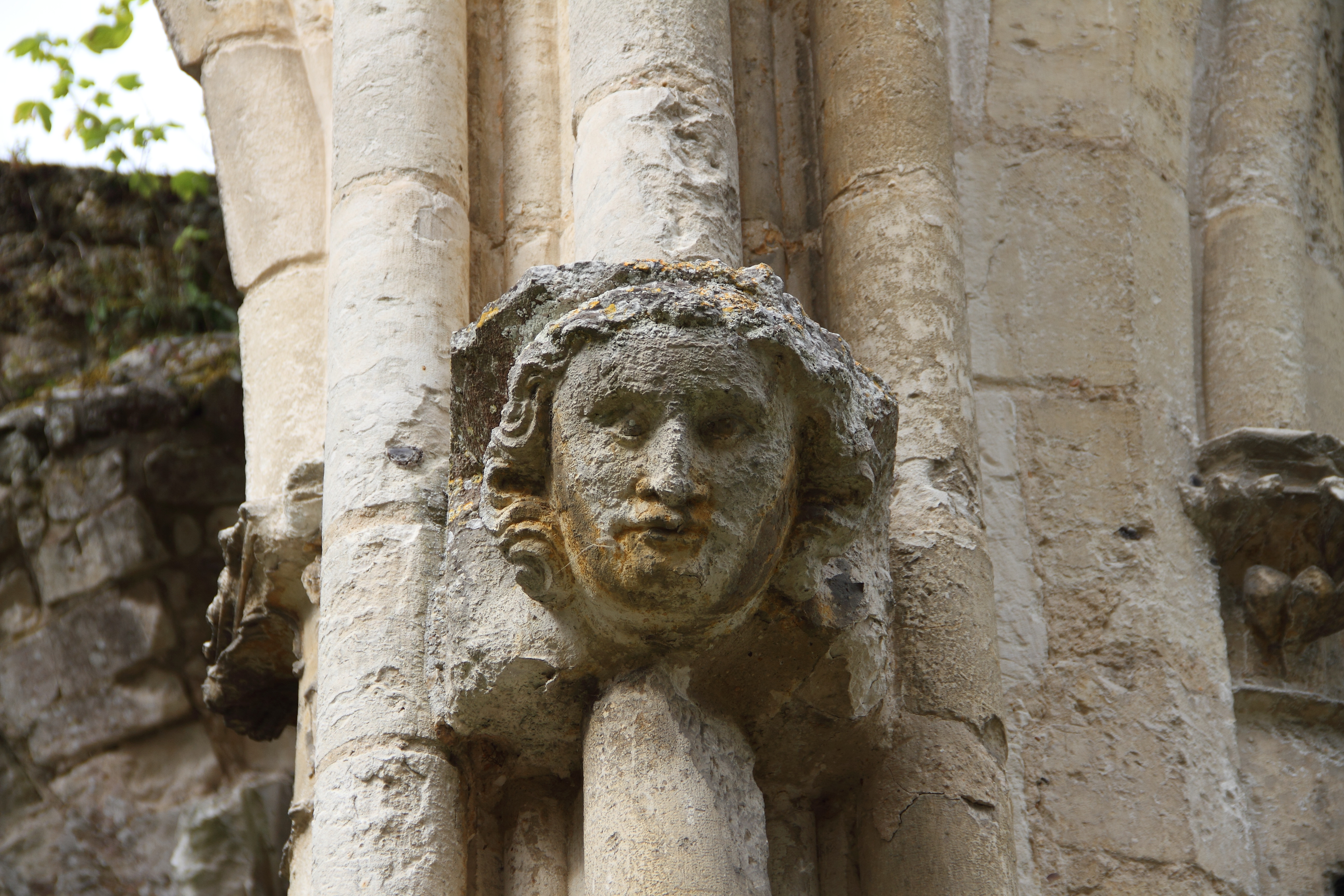

## Filialen
- Pavilly (Frauenkloster), gegründet um 660
- Montivilliers (Frauenkloster), gegründet um 684
- Saint-Évroult (Restaurierung)
- Saint-Pierre-sur-Dives

## Liste der Äbte
- 1. 654–682: Philibert, Gründer der Abtei
- 2. 682–687: Aycadre, hl.
- 3. 687–724:Cochin
- 4. 724–730: Hugo von Champagne (Arnulfinger), Bischof von Paris, Rouen und Bayeux um 720 bis 730 und Abt von Jumièges und Fontenelle (Abtei Saint-Wandrille)
- 5. 730–um 750: Hildegard
- 6. um 750–um 787: Droctegand
- 7. um 787–um 814: Landry
- 8. um 814–um 820: Adam
- 9. um 820–.... : Helisacar
- 10. Angilbert
- 11. Ansegisel
- 12. um 830–um 833: Fulko
- 849–866: Rudolf I., Graf von Ponthieu (Welfen)
- Gauzlin († 886), Erzkanzler
- 22. 930–943: Martin
- 28. 1037–1045: Robert Champart, 1044 Bischof von London, 1051 Erzbischof von Canterbury
- 31. 1078–1097: Gontard
- 44. 1247–1248: Wilhelm V., genannt Wilhelm von Fors
- 45. 1248–1258: Robert V., genannt, Robert von Etelan
- 58: 1391–1418: Simon du Bosc
- 59. 1418–1432: Nicolas Le Roux
- 60. 1432–1464: Jean V.. genannt Jean de la Chaussée
- 61. 1464–1472: Antoine Crespin
- 62. 1473–1474: Louis I. d’Amboise
- 63. 1474–1504: Jacques d’Amboise
- 64. 1504–1510: François de Clermont
- 65. 1510–1518: Philipp von Luxemburg
- 66. 1518–1525: Jean Durand
- 69. 1549–1574: Gabriel Le Veneur
- 70. 1574–1590: Charles I. de Bourbon
- 71. 1590–1594: Charles II. de Bourbon
- 73. 1607–1614: Marian de Martinbos
- 80. 1719–1760: Claude de Saint-Simon
- 81. 1760–1788: François-Camille de Lorraine
- 82. 1788–.... : Pierre-François Martial de Loménie

## Weitere Persönlichkeiten
In der Zeit der Karolinger, ab 788, war Tassilo III., Herzog von Bayern, in der Abtei eingesperrt.
Wilhelm von Jumièges, Mönch in Jumièges, verfasste um 1070 hier seine Gesta Normannorum ducum.
Die Abtei hat darüber hinaus ihre eigenen Annalen: Annales Gemmeticenses (Annalen von Jumièges), geschrieben zu Beginn des 12. Jahrhunderts.
Agnès Sorel starb in der Nähe, ihr Herz wurde in der Abtei beigesetzt, ihr Körper nach Loches gebracht.
Im 17. Jahrhundert war die Abtei erneut ein wichtiges intellektuelles Zentrum. Unter den Mönchen, die hier wirkten, waren:
- Dom Thomas Dufour, Kenner der orientalischen Sprachen, Autor einer hebräischen Grammatik;
- Dom Jean Garet, Herausgeber der Werke Cassiodors;
- Dom Massuet, Herausgeber der Werke des Irenäus von Lyon;
- Dom Boudier, Schriftsteller und Ordensgeneral;
- Dom Le Nourry, Autor von Apparatus ad Bibliothecam Maximam Patrum, mit einer Analyse der religiösen Schriftsteller des 2. bis 4. Jahrhunderts.

## Anekdote
Die Abtei Jumièges diente als Schauplatz für Arsène Lupins Abenteuer Die Gräfin von Cagliostro.